# C14H18O6
化学式C14H18O6（摩尔质量：282.29 g/mol）可能指：
- 4-环己烯-1,2-二甲酸二缩水甘油酯，CAS号：21544-03-6
- Methyl-4,6-O-benzyliden-α-D-glucopyranosid，CAS号：3162-96-7
- 邻苯二甲酸二(2-甲氧基乙酯)，CAS号：117-82-8

|  | 这个同类索引页列出了具有相同分子式的化学物（即同分異構體）条目。 除非您是有意链接至本页，否则应将相应条目的内部链接指向正确的条目。 |